# Diospyros shimbaensis
Diospyros shimbaensis är en tvåhjärtbladig växtart som beskrevs av Frank White. Diospyros shimbaensis ingår i släktet Diospyros och familjen Ebenaceae. Inga underarter finns listade i Catalogue of Life.